# Mozilla Prism
Mozilla Prism はウェブアプリケーションをデスクトップ環境に統合し、ウェブブラウザとは独立にウェブアプリケーションをデスクトップから起動し設定できるようにすることを目的としたプロジェクトであった。
Prism はサイト・スペシフィック・ブラウザ (SSB) という概念に基づいている。SSBは、単一のウェブアプリケーションだけと共に動作するよう設計される。SSBは普通のウェブブラウザが持つようなメニューやツールバーといった装飾を持たない。
XULRunnerをベースとしたソフトウェアであるため、Mozilla Firefox の拡張機能の一部を利用可能である。
Prismは2007年10月にプレビュー発表された。最新版はベータ版であった。
2011年2月、MozillaはPrizmの開発を終了し、Chromelessへ同等の機能を移行することを表明した。